# Chaîne Tapley
La chaîne Tapley (en anglais : Tapley Mountains) est un massif montagneux de la chaîne de la Reine-Maud, dans la chaîne Transantarctique, en Antarctique. Son point culminant est la butte Evans à 2 570 mètres d'altitude. Elle est comprise entre le glacier Scott à l'ouest, son affluent le glacier Albanus au sud et le glacier Leverett au nord. À l'est, elle se rattache au plateau California de l'escarpement Watson.

## Sommets principaux
- Butte Evans, 2 570 m
- Mont Andes, 2 524 m
- Mont Gould, 2 385 m

## Histoire
La chaîne Tapley est découverte en décembre 1929 par l'équipe de géologues de l'expédition Byrd menée par Laurence Gould. Elle est nommée par Byrd en l'honneur de Harold L. Tapley de Dunedin, en Nouvelle-Zélande, qui sert pour lui en 1928-1930 et 1933-1935.